# Борисовка (приток Летки)
Борисовка — река в России, протекает в Юрьянском и Слободском районах Кировской области. Устье реки находится в 47 км по правому берегу реки Летка. Длина реки составляет 12 км.
Исток реки в лесах в 26 км к северо-востоку от посёлка Юрья. Река течёт на северо-восток, всё течение проходит по ненаселённому лесу. Впадает в Летку напротив деревни Конец (Озерницкое сельское поселение).

## Данные водного реестра
По данным государственного водного реестра России относится к Камскому бассейновому округу, водохозяйственный участок реки — Вятка от истока до города Киров, без реки Чепца, речной подбассейн реки — Вятка. Речной бассейн реки — Кама.
По данным геоинформационной системы водохозяйственного районирования территории РФ, подготовленной Федеральным агентством водных ресурсов:
- Код водного объекта в государственном водном реестре — 10010300212111100031884
- Код по гидрологической изученности (ГИ) — 111103188
- Код бассейна — 10.01.03.002
- Номер тома по ГИ — 11
- Выпуск по ГИ — 1